# Osten (Oste)
Osten is een gemeente in de Duitse deelstaat Nedersaksen. De gemeente maakt deel uit van de samtgemeinde Hemmoor in het Landkreis Cuxhaven. Osten, gelegen aan het riviertje de Oste,  telt 1.774 inwoners.

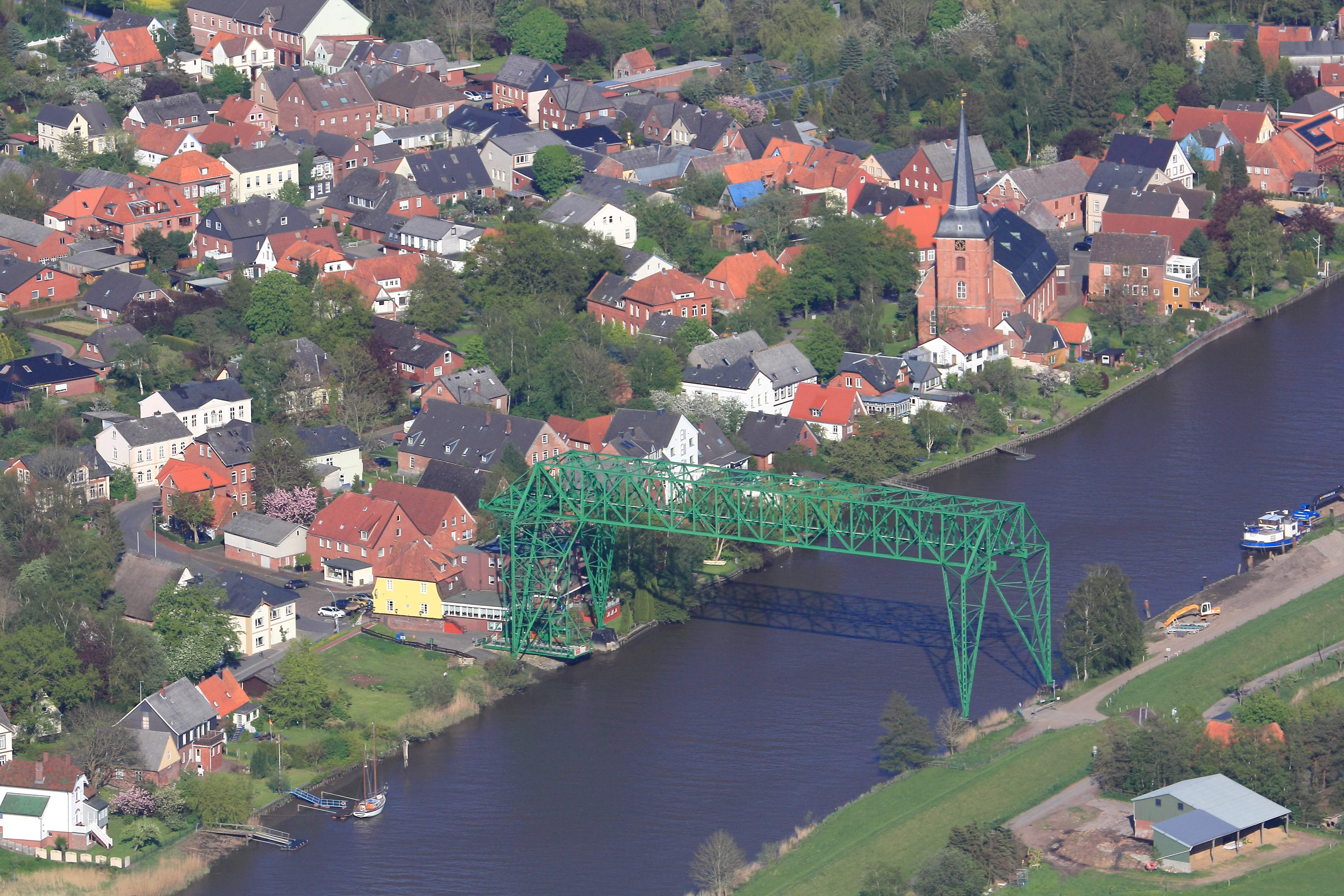
Zweefveer, op de achtergrond de Petrikerk

 Het dorp wordt voor het eerst vermeld in een oorkonde uit 1220, waaruit blijkt dat het dan in leen is gegeven door de bisschop van Bremen. De dorpskerk, gewijd aan Petrus, is gebouwd in 1746 ter vervanging van een oudere kerk. Bij het dorp staat een zweefbrug uit 1909 over de Oste, een van de weinige installaties van dat soort die nog steeds in gebruik zijn. 
- Gemeinsame Normdatei: 7534596-1
- MusicBrainz: 98e3f0b7-92ac-452a-8385-296f7a4db9ef
- Nationale Bibliotheek van Israël: 987010685111305171
- Virtual International Authority File: 246987763